# Priscilla Lopes-Schliep
Priscilla Lopes-Schliep, född den 26 augusti 1982 i Scarborough i Ontario i Kanada är en kanadensisk friidrottare som tävlar i häcklöpning.
Lopes-Schliep deltog vid junior-VM 2000 där hon inte tog sig vidare till final på varken 100 meter eller 100 meter häck. Hon deltog även vid Olympiska sommarspelen 2004 i Aten där hon blev utslagen i försöken på 100 meter häck. Hon var även med vid VM 2005 och 2007 utan att ta sig vidare till finalen. Bättre gick det vid Olympiska sommarspelen 2008 där hon oväntat blev bronsmedaljör.
Hon deltog vid VM 2009 där hon var en av favoriterna till guldet, väl i finalen slutade hon tvåa bakom Brigitte Foster-Hylton, på tiden 12,51.